# 劉恭 (天順進士)
刘恭，北直隶乐亭县人，明朝政治人物、進士出身。

## 生平
天顺四年庚辰科（1460年），登進士。后官至河南参议。